# 日本国憲法第67条
日本国憲法 第67条（にほんこく（にっぽんこく）けんぽう だい67じょう）は、日本国憲法の第5章「内閣」にある条文で、内閣総理大臣の指名、衆議院の優越について規定する。

## 条文
日本国憲法、e-Gov法令検索。

第六十七条
内閣総理大臣は、国会議員の中から国会の議決で、これを指名する。この指名は、他のすべての案件に先だつて、これを行ふ。
② 衆議院と参議院とが異なつた指名の議決をした場合に、法律の定めるところにより、両議院の協議会を開いても意見が一致しないとき、又は衆議院が指名の議決をした後、国会休会中の期間を除いて十日以内に、参議院が、指名の議決をしないときは、衆議院の議決を国会の議決とする。

## 解説

### 1項
内閣の活動に空白が生じないために定められ、すべての案件には緊急を要する案件も含まれる。ただし、指名のための投票を行う前提として最低限必要となる議院の構成手続（衆議院の議長・副議長の選出、議席の指定、会期の決定等）は首班指名よりも先に行われる。また、「国会議員の中から」とあるため、超然内閣や中間内閣（国会議員でない官僚などを首班とし若干の国会議員を入閣させる）はもとより、国会議員以外の者を首班とする政党内閣も否定されることとなる。
憲法上は内閣総理大臣は国会議員であればよいが、内閣総理大臣の指名に衆議院が優越すること、内閣不信任決議権を衆議院にのみ認めていることから、内閣総理大臣は衆議院議員の中から指名されることが適当だとされており、実際に日本国憲法下の内閣総理大臣は全員が衆議院議員から選ばれている。
憲法の条文上は、内閣総理大臣が国会の指名を受けた時点で国会議員でなければならないことは明確であるが、指名後に国会議員の資格を失った場合に内閣総理大臣の地位にとどまることができるかどうかには見解の相違がある。憲法制定時の政府の見解では、国会議員であることは内閣総理大臣の在任要件ではないとしている。これは63条で内閣総理大臣が国会議員でない場合がありうることを想定していることなどが理由とされている。一方、議院内閣制の建前からして内閣総理大臣は在任中も国会議員でなければならないとする見解があり、内閣総理大臣が指名後に国会議員を辞職、議院により除名、当選訴訟や資格訴訟により議員の地位を失った場合などには、内閣総理大臣の地位も失うことになるとされ、こちらが通説である。ただし、衆議院の解散または任期満了によって内閣総理大臣が議員の資格を失った場合には、70条が総選挙後の国会の召集まで内閣が存続することを認めていることから、その時点まで内閣総理大臣の地位に留まると解されている。

### 2項
衆議院と参議院の指名が異なった場合の調整に関する規定で、2015年（平成27年）10月現在、衆議院と参議院で異なった指名を議決した例は5回ある。いずれも両院協議会を開いているが、全て協議会で決着が着かず、本規定に従い衆議院の指名が優先された。
| 各院議決日                | 衆院指名 | 参院指名   | 内閣総理大臣の指名両院協議会 | 内閣総理大臣の指名両院協議会 | 内閣総理大臣の指名両院協議会 | 内閣総理大臣の指名両院協議会 | 国会の議決 |
| 各院議決日                | 衆院指名 | 参院指名   | 開会日                       | 議長                         | 採決                         | 結果                         | 国会の議決 |
| ------------------------- | -------- | ---------- | ---------------------------- | ---------------------------- | ---------------------------- | ---------------------------- | ---------- |
| 1948年（昭和23年）2月21日 | 芦田均   | 吉田茂     | 2月23日                      | 衆                           | 参10:衆9                     | 成案を得るに至らず           | 芦田均     |
| 1989年（平成元年）8月9日  | 海部俊樹 | 土井たか子 | 8月9日                       | 衆                           | 参10:衆9                     | 成案を得るに至らず           | 海部俊樹   |
| 1998年（平成10年）7月30日 | 小渕恵三 | 菅直人     | 7月30日                      | 参                           | 参9:衆10                     | 成案を得るに至らず           | 小渕恵三   |
| 2007年（平成19年）9月25日 | 福田康夫 | 小沢一郎   | 9月25日                      | 衆                           | 参10:衆9                     | 成案を得るに至らず           | 福田康夫   |
| 2008年（平成20年）9月24日 | 麻生太郎 | 小沢一郎   | 9月24日                      | 衆                           | 参10:衆9                     | 成案を得るに至らず           | 麻生太郎   |

## 沿革

### 大日本帝国憲法
東京法律研究会 p.6/11

第十條
天皇ハ行政各部ノ官制及文武官ノ俸給ヲ定メ及文武官ヲ任免ス但シ此ノ憲法又ハ他ノ法律ニ特例ヲ掲ケタルモノハ各々其ノ條項ニ依ル
第五十五條
國務各大臣ハ天皇ヲ輔弼シ其ノ責ニ任ス
凡テ法律勅令其ノ他國務ニ關ル詔勅ハ國務大臣ノ副署ヲ要ス

### 憲法改正要綱
“3-12 GHQに提出した「憲法改正要綱」”. 日本国憲法の誕生.  国立国会図書館. 2009年9月1日閲覧。

二十第五十五条第一項ノ規定ヲ改メ国務各大臣ハ天皇ヲ輔弼シ帝国議会ニ対シテ其ノ責ニ任スルモノトシ且軍ノ統帥ニ付亦同シキ旨ヲ明記スルコト
二十一衆議院ニ於テ国務各大臣ニ対スル不信任ヲ議決シタルトキハ解散アリタル場合ヲ除ク外其ノ職ニ留ルコトヲ得サル旨ノ規定ヲ設クルコト（要綱二参照）

### GHQ草案
“3-15 GHQ草案 1946年2月13日”. 日本国憲法の誕生.   国立国会図書館. 2009年9月1日閲覧。

#### 日本語
第五十五条
国会ハ出席議員ノ多数決ヲ以テ総理大臣ヲ指定スヘシ総理大臣ノ指定ハ国会ノ他ノ一切ノ事務ニ優先シテ行ハルヘシ
国会ハ諸般ノ国務大臣ヲ設定スヘシ

#### 英語
Article LV.
The Diet by a majority vote of those present shall designate the Prime Minister. The designation of a Prime Minister shall take precedence over all other business of the Diet.
The Diet shall establish the several Ministries of State.

### 憲法改正草案要綱
“3-22 「憲法改正草案要綱」 の発表”. 日本国憲法の誕生.   国立国会図書館. 2009年9月1日閲覧。

第六十三
内閣総理大臣ハ国会ノ決議ヲ以テ選定スルコト此ノ選定ハ他ノ凡テノ議事ニ先チ之ヲ行フベキコト
衆議院ト参議院トガ異リタル選定ヲ為シタル場合ニ於テ法律ノ定ムル所ニ依リ両議院ノ協議会ヲ開クモ仍意見一致セザルトキハ衆議院ノ決議ヲ以テ国会ノ決議トスルコト

### 憲法改正草案
「口語化憲法草案の発表」“3-25 口語化憲法草案の発表”. 日本国憲法の誕生.   国立国会図書館. 2009年9月1日閲覧。

第六十三条
内閣総理大臣は、国会の議決で、これを指名する。この指名は、他のすべての案件に先だつて、これを行ふ。
衆議院と参議院とが異なつた指名の議決をした場合に、法律の定めるところにより、両議院の協議会を開いても意見が一致しないとき、又は衆議院が指名の議決をした後、国会休会中の期間を除いて二十日以内に、参議院が、指名の議決をしないときは、衆議院の議決を国会の議決とする。

### 帝国憲法改正案
「帝国憲法改正案」、国立国会図書館「日本国憲法の誕生」。

第六十三条
内閣総理大臣は、国会の議決で、これを指名する。この指名は、他のすべての案件に先だつて、これを行ふ。
衆議院と参議院とが異なつた指名の議決をした場合に、法律の定めるところにより、両議院の協議会を開いても意見が一致しないとき、又は衆議院が指名の議決をした後、国会休会中の期間を除いて二十日以内に、参議院が、指名の議決をしないときは、衆議院の議決を国会の議決とする。